# 23070 Коусса
23070 Коусса (23070 Koussa) — астероїд головного поясу, відкритий 7 грудня 1999 року.
Тіссеранів параметр щодо Юпітера — 3,194.